# Savignargues
Savignargues é uma comuna francesa na região administrativa de Occitânia, no departamento de Gard. Estende-se por uma área de 2,77 km². Em 2010 a comuna tinha 241 habitantes (densidade: 87 hab./km²).